# Stamnodes djakonovi
Stamnodes djakonovi là một loài bướm đêm trong họ Geometridae.